# Megamiros
Megamiros is een kevergeslacht uit de familie van de boktorren (Cerambycidae). De wetenschappelijke naam van het geslacht werd voor het eerst geldig gepubliceerd in 2013 door Audureau.

## Soorten
Megamiros is monotypisch en omvat slechts de volgende soort:
- Megamiros muzoensis Audureau, 2013